# Сновбейсін
41°12′43″ пн. ш. 111°51′07″ зх. д. / 41.21194° пн. ш. 111.85194° зх. д.

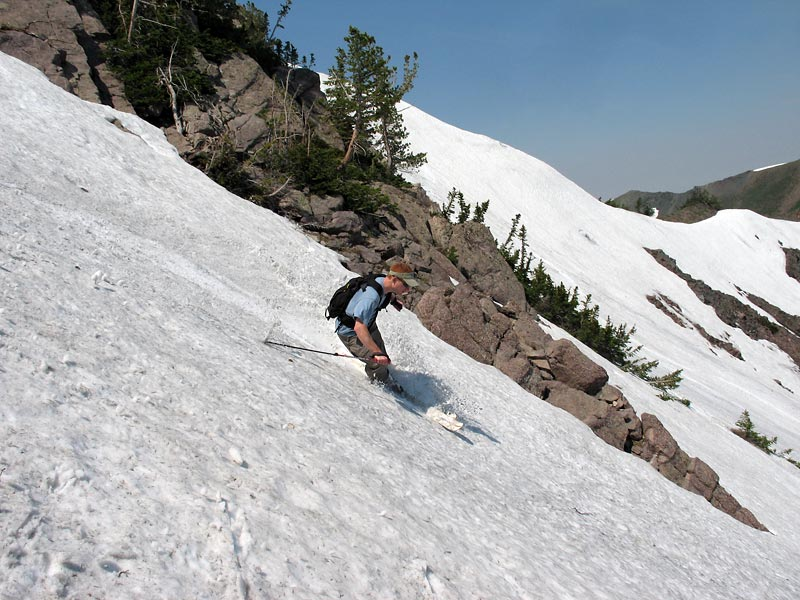
Гірськолижник на схилі Сновбейсін

Сновбе́йсін — один із найстаріших в США гірськолижних курортів, відкритий у 1939 поблизу міста Огден (Юта) в рамках програми по облагорожуванні земель, які постраждали від надмірного випасу худоби. Протягом перших своїх п'ятдесяти років Сновбейсін розвивався повільно, поки не зроблено капіталовклади теперішнім власником Робертом Холдінгом на сучасні гірськолижні підйомники та снігонапилююче устаткування. У 2002 році курорт задіяно в гірськолижній програмі зимових Олімпійських ігор: на схилах Сновбейсіну проходили змагання в швидкісному спуску, супергіганті і комбінації.
Сновбейсін розташований на горі Огден, на захід від автотраси № 226, до якої, з черги, примикаються I-84, SR-39 і SR-167. На території курорту працюють 12 підйомників, обслуговуючи 104 гірськолижні траси.

## Статистика
- Найбільша висота: 2,850 м
- Висота підніжжя: 1,948 м
- Вертикальний підйом: 902 м[1]
- Середня значення снігопаду на рік: 10 м